# Кунчин, Пётр Иванович
Пётр Иванович Кунчин — советский хозяйственный, государственный и политический деятель.

## Биография
Родился в 1909 году в деревне Софиййская. Член КПСС.
С 1929 года — на хозяйственной, общественной и политической работе. В 1929—1946 гг. — сельскохозяйственный работник в Западной Белоруссии, студент Коммунистического университета западных национальных меньшинств, партийный, советский и хозяйственный работник в Белорусской ССР, первый секретарь Кретингского уездного комитета ЛКП(б), участник Великой Отечественной войны, комиссар в составе 16-й Литовской дивизии Красной Армии, политработник 50-й Литовской резервной дивизии, первый секретарь Йонишкисского уездного комитета КП Литвы, председатель Вильнюсского облисполкома, министр сельского хозяйства Литовской ССР, начальник Вильнюсского территориального управления совхозов Министерства сельского хозяйства Литовской ССР.
Избирался депутатом Верховного Совета Литовской ССР 3-4-го созывов.
Умер в Вильнюсе после 1985 года.